# Batalla de Palo Hincado
La Batalla de Palo Hincado fue la gran batalla de la Guerra de la Reconquista de la capitanía general de Santo Domingo (hoy República Dominicana). Se luchó en la misma capitanía general el 7 de noviembre de 1808, en la sabana de Palo Hincado, cerca de El Seibo. Un ejército de criollos de la isla de Santo Domingo comandados por el cotuisano Juan Sánchez Ramírez derrotó a las tropas francesas del general Jean-Louis Ferrand.
Los colonos españoles lucharon por mantener su nacionalidad y por preservar su identidad, ya que con la ocupación francesa que se inicia en 1802, los franceses pretendían hacer desaparecer una nación, la cual se había conformado en un proceso de más de tres siglos, con todos los elementos que componen la nacionalidad como: el origen, la historia, la lengua, la religión y las costumbres. Por esa razón en la Reconquista se reafirma la identidad criolla española.[cita requerida]

## Ocupación francesa desde finales de 1803
Después de la debacle de la expedición de Santo Domingo en diciembre de 1803, los españoles, aliados de Napoleón Bonaparte, toleraron en su territorio la presencia de tropas francesas bajo las órdenes de los generales Jean-Louis Ferrand y François-Marie Perichou de Kerversau. Estas tropas están estacionadas en la parte oriental de la isla, la actual República Dominicana.

## Comienzos de la Reconquista en el Este
En 1808, operaban ya en el suroeste del país, con el apoyo de los haitianos, los líderes Ciriaco Ramírez y Cristóbal Uber Franco, apoyados por el gobernador de Puerto Rico, el general Toribio Montes. El 17 de septiembre de ese mismo año, Juan Sánchez Ramírez aprovechó la llegada de un barco español a Samaná para escribir y pedir ayuda al gobernador Montes. El 28 del mismo mes llegó, desde Puerto Rico, la goleta española Monserrate con la noticia de la inminente llegada del apoyo solicitado por Sánchez. Mientras Ferrand, el gobernador francés, consciente de los acontecimientos, se preparaba para sofocar la inminente rebelión, Sánchez Ramírez ganó una a una, para la causa de la Reconquista, a las autoridades criollas que estaban al servicio de Francia en la región oriental. Luego, le fue fácil tomar la Villa del Seibo el 26 de octubre.
El 29 de octubre, en la desembocadura del río Yuma (Boca de Yuma), recibió el apoyo enviado por el gobernador Montes de Puerto Rico. El propio Sánchez Ramírez fue a darle la bienvenida a caballo. El material que había sido embarcado en un bergantín, una goleta y dos lanchas rápidas equipadas con cañones, constaba de cuatrocientos fusiles con bayonetas y doscientos sables. Además, también venían doscientos voluntarios, en su mayoría emigrados. El bergantín y la goleta, que se llamaban respectivamente Federico y Render, debían regresar a Puerto Rico cargados de caoba. 
Fue entonces cuando Ferrand partió hacia El Seibo con un ejército respetable, decidido a sofocar la revuelta. El momento era serio para los revolucionarios. Era urgente convertir a Samaná en un bastión de la Reconquista, porque sin la posesión de un bastión portuario, los víveres y los refuerzos serían difíciles de transportar a los rebeldes. Sánchez Ramírez se aprovechó de la presencia de barcos de guerra de la Royal Navy (Reino Unido) frente a la costa y le pidió al comandante Dashwood, de la fragata La Franchise, que atacara la guarnición francesa de Samaná. A cambio, Sánchez Ramírez le aseguró que podía contar con la colaboración del comandante de Sabana de la Mar, Diego de Lira, ya aliado de la causa hispana.

## La revolución se organiza
Los voluntarios desembarcaron en Yuma, el único soldado real que permaneció en territorio español para hacer campaña fue el teniente de la milicia Francisco Díaz, quien se unió al contingente de Sánchez Ramírez como compatriota voluntario. Siendo uno de los únicos que conocían las tácticas militares, Sánchez Ramírez le encomendó el mando de la logística hasta El Seibo. Luego le encargó que organizara la preparación militar y la elección de la posición más ventajosa para esperar al enemigo que se acercaba. Después de una encuesta de toda el área, Díaz eligió los alrededores de Magarín. 
En Higüey, el 3 de noviembre, al amanecer, el caudillo español, al frente de sus hombres, organizó compañías y distribuyó armas y municiones. Muy temprano, las tropas se reunieron en el santuario de Nuestra Señora de la Altagracia y escucharon la misa. Al final de la ceremonia, recibieron la noticia de que los franceses estaban muy cerca de El Seibo. Sánchez Ramírez dio la orden de emprender la marcha hacia el oeste, para enfrentar al enemigo. 
El 5 de noviembre, Sánchez Ramírez continuó organizando su ejército improvisado incorporando a los voluntarios que aún estaban llegando. El desarrollo y la distribución de armas y municiones fue a cargo del teniente Díaz. En la noche llegó una insinuación del general francés Ferrand, en el cual anunció que llegaría a El Seibo el 7. A la intimación de Ferrand, Sánchez Ramírez respondió que estaba dispuesto a medir su fuerza con los franceses. Ferrand lo tomó como un fanfarrón y no pudo evitar sonreír. Debido a su armamento y la superioridad táctica de sus hombres, ciertamente se vio a sí mismo como un ganador contra los criollos, desprevenido y mal armado. No mencionó las advertencias de que los soldados de Sánchez Ramírez no deben ser desatendidos, en especial el uso de cuchillos y su gusto por la lucha.

## Campaña Revolucionaria de El Seibo
El 6 de noviembre, Sánchez Ramírez llegó a Magarín y le pareció que el teniente Francisco Díaz no había elegido bien el lugar. Decidió que Palo Hincado, al oeste de El Seibo, tenía mejores condiciones. Pero la lluvia no paró, con todas sus consecuencias adversas. Al amanecer del 7 de noviembre, alrededor de Candelaria, las tropas de Sánchez Ramírez tuvieron que establecer un campamento para secar armas, municiones y tropas, y suministrar lanzas a los jinetes. Llegó a Palo Hincado, entre las nueve y las diez de la mañana, se instaló con todo su personal, dispensando sus órdenes de colocar adecuadamente sus tropas. Entre muchas otras disposiciones, tomó una para ordenar al puertorriqueño José Rosa que se escondiera con treinta tiradores para distraer la atención del enemigo cuando cesase el fuego en la parte delantera. Rosa fue una de las tropas que llegaron a Yuma el 29 de octubre. Ubicado en el centro de su ejército, colocó a su derecha a Manuel Carvajal y a su izquierda Pedro Vásquez. Miguel Febles lo serviría de ayudante mayor. Sánchez Ramírez recomendó atacar con el arma blanca después de la primera salva, para evitar que las tácticas y el mejor armamento de los franceses tomen el poder. Terminó el discurso anunciando que aplicaría la pena de muerte "al soldado que volviera la cara; al tambor que tocase la retirada y al oficial que lo ordenara, incluso a sí mismo".
| Pena de la vida al que volviere la cara atrás, pena de la vida al tambor que tocare retirada, y pena de la vida al oficial que lo mandare aunque sea yo mismo. Juan Sánchez Ramírez | Mort à celui qui retourne la face en arrière, mort au tambour qui sonne la retraite, et mort à l'officier qui le lui a ordonné, même si c'est moi-même. Juan Sánchez Ramírez |

De esta manera, hizo que todos, incluido él mismo, pensaran que era mejor morir luchando que deshonrarse a sí mismo. Su última exclamación fue un grito para Fernando VII, el príncipe que en ese momento personificaba las mejores esperanzas de España.

## Batalla de Palo Hincado
La batalla iba a ser decisiva, ya que el propio gobernador llegó con el grueso de las fuerzas que tenía y su derrota significaría el triunfo de la campaña. Los franceses comenzaron las hostilidades alrededor del mediodía. La caballería francesa avanzó para cortar el ala izquierda hispano-criolla. Los jinetes conducidos por el capitán Antonio Sosa corrieron a su encuentro, obligándolos a disparar en sus bridas. Esta primera colisión cuerpo a cuerpo fue sangrienta. Sánchez Ramírez luego dio la orden de avanzar a la caballería de su ala derecha, dirigida por el capitán Vicente Mercedes, operación que fue ejecutada a gran velocidad, al derribar al enemigo. Diez minutos de lucha fueron suficientes para cubrir el campo de batalla con cadáveres franceses. 
Las tácticas de Sánchez Ramírez consistieron, como se registra en su diario, en transformar rápidamente el duelo de fuego lejano en combate cuerpo a cuerpo, en el que los criollos españoles eran expertos. Lo realizaron con tal gallardía y audacia que solo hubo siete muertos de su lado. Entre estos, significativamente, los líderes de los dos cuerpos de caballería, los capitanes Antonio Sosa y Vicente Mercedes.

## Secuelas
Al ver derrotados a sus batallones, el general Ferrand huyó precipitadamente hacia Santo Domingo con un grupo de oficiales supervivientes, perseguidos por un escuadrón comandado por el coronel Pedro Santana, padre homónimo del futuro presidente de la República. Los fugitivos ganaron terreno y cruzaron un río. El escuadrón detuvo la persecución allí, por temor a ser vulnerable en campo abierto, a merced de francotiradores que los esperaban. Esto permitió a los fugitivos detenerse y descansar en el valle de Guaiquía. En este punto, Ferrand, infeliz y dominado por el desaliento, se disparó en la cabeza.